# Maria Rudolf
Maria Rudolf (* 17. August 1926 in Görz; † 22. Dezember 2012 in Opicina) war eine italienische Widerstandskämpferin gegen den Nationalsozialismus und Überlebende des KZ Auschwitz. 

## Kindheit und Jugend
Rudolf wuchs in einem kleinen Dorf nahe der slowenischen Grenze auf, wo sie mit ihrem Vater Massimiliano, ihrer Mutter Teresa Kobal sowie einer Schwester und zwei Brüdern lebte (der jüngere starb im Alter von zehn Jahren an Meningitis).
Nach dem Waffenstillstand des 8. September 1943 wurde die Region Friaul-Julisch Venetien an das Deutsche Reich angegliedert und die Partisanengruppen versuchten, den Nationalsozialismus in noch größerem Ausmaß zu bekämpfen. Auch Rudolf gehörte zum Widerstand: Ihre Aufgabe bestand im Überbringen von Briefen von einer Gruppe zur anderen.

## Verhaftung und Deportation
Ihre Aktivität wurde jedoch entdeckt, Rudolf wurde verhaftet und in Görz inhaftiert. Mit zwei weiteren jungen Partisanen wurde ihr am 13. Juni 1944 in Görz der Prozess gemacht, in dem alle drei freigesprochen wurden. Dennoch wurde Rudolf nicht freigelassen, sondern in das Gefängnis von Triest überstellt. 
Am 2. September 1944 wurde sie von Triest ins KZ Auschwitz deportiert, wo sie nach einer fünftägigen Reise ankam. Als Häftlingsnummer wurde ihr 88492 auf den Unterarm tätowiert.

## In Auschwitz und Plauen
Indem sie die Essensreste der Kranken des Reviers aß, gelang es ihr, sich besser als ihre Mitgefangenen zu ernähren, auch wenn sie dabei Gefahr lief, entdeckt und getötet zu werden.
Am 14. Oktober 1944, nach vierzig Tagen in Auschwitz, wurde Rudolf für die Arbeit in einer Fabrik ausgewählt und ins KZ Flossenbürg transferiert. Außerdem erhielt sie eine neue Häftlingsnummer, die auf ihr Hemd aufgenäht war: 60301.
In der Stadt Plauen im Vogtland wurde sie im Glühbirnenwerk Osram zur Zwangsarbeit abkommandiert. Im Werk wurden Glühbirnen für Kriegsflugzeuge hergestellt. Maria Rudolf beschrieb später den ihr zugeordneten Kapo (eine Deutsche in Uniform; folglich keine Gefangene) in der Fabrik als eine niederträchtige und brutale Frau.
Im April 1945 wurde die Fabrik von den Alliierten bombardiert und in Brand gesteckt. Gemeinsam mit fünf Mithäftlingen floh Rudolf in ein nahegelegenes Waldstück, ehe sie wenige Tage später endgültig befreit wurde. Erst im August 1945 kehrte sie nach einer knapp einmonatigen Heimreise zu ihrem ehemaligen Wohnort zurück. 
Viele Jahre nach ihrer Befreiung traf sie zu verschiedenen Anlässen einige Begleiterinnen von damals, um ihre Erinnerungen auszutauschen. Ebenso stellte sie sich häufig für historisch interessierte Studenten aktiv als Zeitzeugin zur Verfügung.
Anfang 2009 lebte Rudolf in Triest. Sie hat zwei Söhne und eine Tochter.